# アニカ・ファンエムデン
アニカ・ファンエムデン（Anicka van Emden 1986年12月10日- ）は、オランダのデン・ハーグ出身の柔道選手。階級は63kg級。身長169cm。得意技は袖釣込腰。

## 人物
柔道は7歳の時に始めた。2004年の世界ジュニアでは57kg級で2位となった。2010年9月の世界選手権では準決勝で上野順恵に0-3の判定で敗れると、3位決定戦でもアゼルバイジャンのラミラ・ユスボワの裏投で一本負けして5位に終わった。10月の世界団体ではオランダチームの優勝に貢献した。2011年の世界選手権では準々決勝で上野にGSに入ってから体落で有効を取られて敗れたものの、3位決定戦ではオランダの同じ道場(ブドーカン・ロッテルダム)に所属している長年のライバルであるエリザベト・ウィルボーダスを有効で破って銅メダルを獲得した。
2012年になると、オランダ柔道連盟が63kg級のロンドンオリンピックオランダ代表をウィルボーダスに決定したことに対して、最近では自分の方がより代表に相応しい結果を残しているとして、当初は法的措置を含めた対応を検討していたものの、結果として引き下がることになった。
2013年の世界選手権では再び3位になった。2015年5月にはドーピングの競技外検査を受けた際に手続き上の不備を通知されたことから、自発的に競技活動を控えることになった。その後、WADAがこの件を調査すると、ファンエムデンがドーピング行為に関わっていないことを明らかにした。2016年のリオデジャネイロオリンピックでは銅メダルを獲得した。その後に現役引退を表明した。

## 主な戦績
- 2004年 - 世界ジュニア　2位
- 2007年 - ベルギー国際　2位
- 2007年 - オランダ国際　3位
- 2008年 - ベルギー国際　2位
- 2008年 - ハンガリー国際　3位
- 2008年 - ドイツ国際　3位
- 2008年 - ヨーロッパU23柔道選手権大会　優勝
- 2009年 - グランドスラム・モスクワ　3位
- 2009年 - ワールドカップ・マドリード　3位
- 2009年 - グランドスラム・リオデジャネイロ　2位
- 2009年 - グランプリ・青島　2位
- 2010年 - グランドスラム・パリ　2位
- 2010年 - グランプリ・デュッセルドルフ　2位
- 2010年 - グランプリ・チュニス　3位
- 2010年 - グランドスラム・モスクワ　2位
- 2010年 - 世界選手権　5位
- 2010年 - グランプリ・ロッテルダム　3位
- 2010年 - 世界団体　優勝
- 2011年 - ワールドマスターズ　5位
- 2011年 - ヨーロッパ選手権　2位
- 2011年 - グランプリ・バクー　3位
- 2011年 - 世界選手権　3位
- 2011年 - グランプリ・アムステルダム　優勝
- 2011年 - グランプリ・青島　3位
- 2012年 - ワールドマスターズ　3位
- 2013年 - ワールドマスターズ　3位
- 2013年 - 世界選手権　3位
- 2013年 - グランプリ・アブダビ　3位
- 2013年 - グランドスラム・東京　7位
- 2014年 - グランドスラム・パリ　3位
- 2014年 - グランプリ・デュッセルドルフ　3位
- 2014年 - ヨーロッパ選手権　3位
- 2014年 - グランドスラム・バクー　3位
- 2014年 - グランプリ・ブダペスト　3位
- 2014年 - グランドスラム・東京 3位
- 2015年 - グランプリ・サムスン　優勝
- 2015年 - グランドスラム・バクー　3位
- 2015年 - 世界選手権　7位
- 2015年 - グランドスラム・アブダビ　3位
- 2016年 -　グランドスラム・パリ　3位
- 2016年 - ヨーロッパ選手権　3位
- 2016年 -　ワールドマスターズ　3位
- 2016年 - リオデジャネイロオリンピック 3位

(出典、JudoInside.com)。　